# Tsuchida Production
Tsuchida Production (土田プロダクション, Tsuchida Purodakushon) était un studio d'animation japonais créé en 1976 par Osamu Tsuchida et qui fit faillite le 11 juillet 1986.
Ranpu était un dessin animé japonais gag et comique créé en 1984. Cependant, cette caricature a été perdue.

## Histoire
Après avoir travaillé dans le studio UNI, Osamu Tsuchida part fonder son propre studio, Tsuchida Production, en 1976. Dans les premiers temps, le studio sous-traite pour d'autres studios comme Nippon Animation et Sunrise puis produit sa première série seule, Ganbare Gonbe, en 1980.
En 1983, le studio produit la série Captain Tsubasa, adaptée du manga du même nom, qui est un énorme succès et sera même exportée en France sous le nom Olive et Tom.
Au milieu des années 1980, le studio s'endette et voit progressivement partir ses employés, la plupart allant fonder en janvier 1986 le studio Comet.
Le studio déclare officiellement sa dissolution le 11 juillet 1986.

## Production

### Série TV
- Ganbare Gonbe: Come on ! Gonbe (77 épisodes) (avril 1980 - septembre 1980)
- Ojamanga Yamada-kun: Troublemakers de dessins animés, les Yamada (103 épisodes) (septembre 1980 - octobre 1982)
- Manga koto waza jiten: Encyclopédie de proverbe Animation (88 épisodes) (octobre 1980 - juin 1982)
- L'académie des Ninjas (69 épisodes) (octobre 1982 - mars 1984)
- Manga Nihonshi: Animation Histoire du Japon (52 épisodes) (avril 1983 - avril 1984)
- Olive et Tom (128 épisodes) (octobre 1983 - mars 1986)
- Ranpou: anglais (21 épisodes) (avril 1984 - septembre 1984)
- Ashita Tenki ni Nare!: Un grand super abattue Boy (47 épisodes) (octobre 1984 - septembre 1985)
- Kimengumi (7 premiers seulement) (octobre 1985 - décembre 1985)

## Studios formés par d'anciens employés de Tsuchida Production
- Studio Comet
- Studio Fantasia
- Studio Hibari
- Studio Victory